# 해남군 을
해남군 을은 대한민국의 옛 국회의원 선거구이다. 당시 전라남도 해남군의 일부 지역을 관할했다.

## 역사
제헌 국회의원 선거를 앞두고 해남군의 일부 지역을 관할하는 선거구로 신설되었다. 신설 당시 해남군 계곡면, 마산면, 황산면, 산이면, 문내면, 화원면을 관할했다.
제6대 국회의원 선거를 앞두고 해남군 갑 선거구와 통합되어 해남군 단독 선거구를 이루게 됨에 따라 폐지되었다.

## 역대 국회의원
| 선거   | 정당 | 정당       | 의원   |
| ------ | ---- | ---------- | ------ |
| 1948년 |      | 대동청년단 | 이성학 |
| 1950년 |      | 무소속     | 박기배 |
| 1954년 |      | 무소속     | 민영남 |
| 1958년 |      | 자유당     | 김석진 |
| 1960년 |      | 민주당     | 김채용 |

## 역대 선거 결과

### 대한민국 제헌 국회의원 선거
|  | 41.89% |

|  | 37.50% |

|  | 20.59% |

### 대한민국 제2대 국회의원 선거
|  | 26.88% |

|  | 25.50% |

|  | 22.77% |

|  | 11.46% |

|  | 7.58% |

|  | 4.12% |

|  | 1.66% |

### 대한민국 제3대 국회의원 선거
|  | 24.63% |

|  | 20.14% |

|  | 18.98% |

|  | 11.50% |

|  | 10.97% |

|  | 6.65% |

|  | 4.98% |

|  | 2.13% |

### 대한민국 제4대 국회의원 선거
|  | 63.76% |

|  | 36.23% |

### 대한민국 제5대 국회의원 선거
|  | 41.14% |

|  | 32.64% |

|  | 17.40% |

|  | 8.81% |